# Maleens Knoll
Maleens Knoll oder auch Magdalenenspitze ist eine 16,6 m ü. NHN hohe Düne in Sankt Peter-Ording in Schleswig-Holstein. Sie gilt als höchste natürliche Erhebung im Gemeindegebiet. Auf dem höchsten Punkt wurde eine hölzerne Aussichtsplattform errichtet, die im Herbst 2015 erneuert und erhöht wurde. Sie bietet einen Rundblick auf die Dünenlandschaft in der näheren Umgebung, Gebäude von St. Peter Bad und zum Bereich um die Strandbrücke und zur Nordsee im Südwesten. Einige weitere Sichtziele lassen sich zwischen den Baumwipfeln des umgebenden Kiefernwaldes erkennen.

## Sage
Der Name der Düne geht auf eine sagenhafte Geschichte zurück. Demnach soll ein junges Mädchen mit dem Namen Maleen hier jeden Tag Ausschau gehalten haben nach ihrem Verlobten, der zur See gefahren war. Sie hatte versprochen, auf ihn zu warten. Um die Zeit zu nutzen, nahm sie immer ihr Spinnrad mit. Jeden Abend zündete sie ein Licht an, damit ihr Verlobter auch nachts den Weg zu ihr finden konnte. An diesen Anblick gewöhnten sich die Bewohner der Umgebung. Als nach Jahren das Licht ausblieb, sah man erschrocken nach und fand Maleen tot auf der Düne an ihrem Spinnrad. Wochen später wurde am Strand ein toter Seemann aufgefunden, der den gleichen Ring wie Maleen trug.